# گمینا مارچیشوو
گمینا مارچیشوو (به لهستانی:  Gmina Marciszów) یک گمینا در لهستان است که در شهرستان کامیننا گورا واقع شده‌است. گمینا مارچیشوو ۸۱٫۹۸ کیلومتر مربع مساحت و ۴٬۷۲۸ نفر جمعیت دارد.